# Шемчук Віктор Вікторович
Ві́ктор Ві́кторович Шемчу́к (нар. 4 листопада 1970, Тернопіль, Україна) — український правник і політик.

## Життєпис
Віктор Шемчук народився 4 листопада 1970 року в місті Тернополі УРСР (тепер Україна).

### Освіта
Львівський національний університет імені Івана Франка, юридичний факультет (1993), юрист, «Правознавство». Кандидат юридичних наук (з жовтня 2009).

### Кар'єра
- Лютий—липень 1993 — стажист на посаді помічника прокурора м. Тернополя.
- Липень 1993 — травень 1994 — стажист на посаді слідчого прокуратури м. Тернополя.
- Травень—липень 1994 — стажист на посаді помічника прокурора м. Тернополя.
- Серпень 1994 — листопад 1997 — помічник прокурора м. Тернополя.
- Листопад 1997 — січень 1998 — слідчий прокуратури м. Тернополя.
- Січень 1998 — січень 1999 — старший слідчий прокуратури м. Тернополя.
- Січень—червень 1999 — слідчий прокуратури Сімферопольського району Автономної Республіки Крим.
- Червень 1999 — березень 2000 — заступник начальника відділу нагляду за додержанням законів спецпідрозділами боротьби з організованою злочинністю.
- Березень 2000 — лютий 2005 — начальник відділу нагляду за додержанням законів спецпідрозділами та іншими державними органами, які ведуть боротьбу з організованою злочинністю і корупцією управління нагляду за додержанням законів органами, які проводять оперативно-розшукову діяльність, дізнання та досудове слідство прокуратури АР Крим.
- Лютий—березень 2005 — в. о. прокурора АР Крим.
- Березень—грудень 2005 — заступник Генерального прокурора України — прокурор АР Крим.
- Березень 2005 — лютий 2007 — прокурор Автономної Республіки Крим.
- 22 лютого — 4 травня 2007 — постійний представник Президента України в АР Крим[1][2].
- Травень 2007 — прокурор АР Крим.
- 24 травня — 1 червня 2007 — в. о. Генерального прокурора України.
- Травень—липень 2007 — член Ради національної безпеки і оборони України.
- 2007—2012 — народний депутат України.
- Березень—жовтень 2013 — голова Львівської обласної державної адміністрації[3][4].

### Парламентська діяльність
Народний депутат України 6-го скликання з 23 листопада 2007 до 12 грудня 2012 від блоку «Наша Україна — Народна самооборона», № 33 в списку. На час виборів: заступник Генерального прокурора України — прокурор АР Крим, безпартійний. Член фракції Блоку «Наша Україна — Народна самооборона» (з листопада 2007). У червні 2010 року увійшов до коаліції «Стабільність і реформи». Член Комітету з питань законодавчого забезпечення правоохоронної діяльності (з грудня 2007), голова підкомітету з питань вдосконалення законодавства про адміністративні правопорушення (з травня 2008).
У 2009—2012 — Контактний парламентар Верховної ради України із з Парламентською асамблеєю Ради Європи з питань протидії насильству, боротьби із дитячою проституцією та порнографією.
У 2007—2012 — член групи з міжпарламентських зв'язків з Японією, Республікою Чилі, Австралією та Швейцарською Конфедерацією.
У 2011—2012 — член спеціальної комісії Верховної Ради України з питань Автономної Республіки Крим.
Віктор Шемчук — автор конституційного подання щодо відповідності Конституції України (конституційності) положень Конституції Автономної Республіки Крим та Закону України «Про затвердження Конституції Автономної Республіки Крим».
У 2008 Президія Верховної Ради Криму позбавила Віктора Шемчука почесного звання «Заслужений юрист Автономної Республіки Крим» і відзнаки Автономної республіки Крим «За вірність обов'язку». Як сказано в рішенні президії, народного депутата України Шемчука позбавили почесного звання і відзнаки за дії, направлені на обмеження конституційних основ статусу і повноважень Автономної Республіки Крим, дестабілізацію суспільно-політичної ситуації в автономії. Шемчук пропонував парламенту внести зміни до Конституції Криму і надати Раді право приймати зміни і доповнення до неї, оскільки на даний момент вона може бути змінена виключно парламентом Криму. У тому ж році окружний адміністративний суд Києва скасував рішення президії Верховної Ради Криму про позбавлення Віктора Шемчука почесного звання заслуженого юриста АРК та відзнаки республіки «За вірність обов'язку».

### Громадська діяльність
Працював головою Відділення Національного олімпійського комітету України у Львівській області.
У 2016 році очолив Федерацію водно-моторного спорту України.

### Родина
Одружений, має дочку.

## Нагороди та державні ранги
Державний радник юстиції 3 класу (з серпня 2006), 2-го класу (з червня 2007). Заслужений юрист України.